# Calum Worthy
Calum David Webster Worthy (Victoria, Columbia Británica; 28 de enero de 1991), conocido simplemente como Calum Worthy, es un actor, cantante, compositor y bailarín canadiense. Es más famoso por interpretar a Dez Wade en la serie de Disney Channel Austin & Ally.

## Primeros años
Worthy asistió a la Claremont Secondary School, y a la edad de nueve años fue aceptado en las clases de Formación Profesional Tarlington para Niños, y pasó los siguientes cinco años viajando a Vancouver para asistir los fines de semana. Decidió que quería convertirse en actor a la edad de cuatro años, después de ver a Macaulay Culkin en Home Alone. Calum se ha estado desempeñando sobre el escenario como cantante, bailarín y actor desde la edad de cinco años. Estudió canto, tap, jazz y piano, y ganó el Premio del Compositor Canadiense Nacional de Jóvenes (piano), cuando tenía once años de edad.
En la actualidad mantiene una relación con Celesta Deastis.

## Carrera
Calum Worthy hizo su debut en la pantalla a la edad de diez años cuando apareció como estrella invitada en Night Visions, de Fox (dirigida por Bill Pullman). A la edad de diez años, consiguió su primer papel protagonista, apareciendo en seis episodios de la miniserie de la BBC I Was a Rat, con Brenda Fricker, Tom Conti, Edward Fox y Don McKellar (dirigida por Laurie Lynd). Desde entonces ha realizado más de cincuenta películas y proyectos de televisión, y ha trabajado en cinco países - Canadá, Estados Unidos, Australia, Inglaterra y Singapur - haciendo papeles tanto dramáticos como cómicos. Ha ganado dos Young Artist Awards, y un Leo Award (Canadá) por roles de actor principal.
Worthy obtuvo uno de los roles principales en la serie original de Disney Channel Austin & Ally.
En 2019 actuó junto a Joey King en la serie original de Hulu The Act, en el papel de Nick Godejohn, sobre el caso real del asesinato de Dee Dee Blanchard.

## Filmografía

### Cine y televisión
| Año         | Título                                         | Papel                                       | Notas                                                                                 |
| ----------- | ---------------------------------------------- | ------------------------------------------- | ------------------------------------------------------------------------------------- |
| 2001        | Night Visions                                  | Niño de la pradera                          | Episodio: "A View Through the Window/Quiet Please"                                    |
| 2001        | I Was a Rat                                    | Roger/Ratty                                 | Rol principal                                                                         |
| 2001        | Mysterious Ways                                | Extraterrestre/Payaso                       | Episodio: "Do You See What I See?"                                                    |
| 2002        | Beyond Belief: Fact or Fiction                 | Randy                                       | Tazón del mandarín                                                                    |
| 2002        | Bunshiro and Fuku                              | Joven Yonosuke                              | Miniserie                                                                             |
| 2002        | Out of Order                                   | Joven Mark                                  | Miniserie                                                                             |
| 2003        | National Lampoon's Thanksgiving Family Reunion | Danny Snider                                | Película para televisión                                                              |
| 2004        | Scooby Doo 2: Monsters Unleashed               | Niño en bicicleta                           |                                                                                       |
| 2004        | The Days                                       | Keenan                                      | Episodios: "Day 1,385" y "Day 1,403"                                                  |
| 2004        | Stargate Atlantis                              | Niño cazador                                | Episodio: "Childhood's End"                                                           |
| 2005        | Reunion                                        | Henry                                       | Episodio: "1989"                                                                      |
| 2005        | When Jesse Was Born                            | Danny Ferrell                               | Rol principal                                                                         |
| 2006        | Dr. Dolittle 3                                 | Tyler                                       | Exclusivo para video                                                                  |
| 2006        | Kyle XY                                        | Toby Neuworth                               | Episodio: "This Is Not a Test"                                                        |
| 2006        | Deck the Halls                                 | Niño en bicicleta                           | No acreditado                                                                         |
| 2006 - 2007 | Psych                                          | Malone/Shockley                             | Episodios: "If You're So Smart, Then Why Are You Dead?" y "Shawn vs. The Red Phantom" |
| 2007        | Second Sight                                   | Joven Víctor Kaufman                        |                                                                                       |
| 2007        | The Last Mimzy                                 | Adolescente androide                        |                                                                                       |
| 2007        | Smile                                          | Trevor                                      |                                                                                       |
| 2008        | Left Coast                                     | Pete                                        | Película para televisión                                                              |
| 2008        | Supernatural                                   | Denny                                       | Episodio: "Wishful Thinking"                                                          |
| 2008        | Mulligans                                      | Félix                                       |                                                                                       |
| 2008        | Valentines                                     | Kyle                                        | Cortometraje                                                                          |
| 2009        | Smallville                                     | Garth Ranzz/Lightning Lad                   | Episodio: "Legion"                                                                    |
| 2009        | Flashpoint                                     | Billy Dresden                               | Episodio: "Perfect Storm"                                                             |
| 2009        | Living Out Loud                                | Henry                                       | Película para televisión                                                              |
| 2009        | What Goes Up                                   | Parte del coro de Blastoff!                 |                                                                                       |
| 2009        | Stormworld                                     | Lee                                         | 26 episodios                                                                          |
| 2010        | Daydream Nation                                | Craig                                       | Rol principal                                                                         |
| 2010        | Tower Prep                                     | Don Fincher                                 | Episodios: "Monitored" y "New Kid"                                                    |
| 2010        | Caprica                                        | Cass                                        | Episodios: "The Dirteaters" y "Blowback"                                              |
| 2010        | Bond of Silence                                | Shane Batesman                              | Película para televisión                                                              |
| 2011        | Best Player                                    | Zastrow                                     | Papel de reparto                                                                      |
| 2011        | The Odds                                       | Berry Lipke                                 |                                                                                       |
| 2011        | Zeke & Luther                                  | Teddy                                       | Episodio: "Zeke and Luth's New Crew"                                                  |
| 2011        | R.L. Stine's The Haunting Hour                 | Kelly                                       | Episodio: "Game Over"                                                                 |
| 2011        | Good Luck Charlie                              | Lewis                                       | Episodio: "A L.A.R.P. in the Park"                                                    |
| 2011        | The Big Year                                   | Colin Debs                                  |                                                                                       |
| 2011 - 2016 | Austin & Ally                                  | Dez                                         | Papel principal; Serie original de Disney Channel                                     |
| 2012        | Disney 365                                     | Él mismo                                    | 1 episodio                                                                            |
| 2012        | Jessie                                         | Dez                                         | Episodio: "Nanny in Miami"                                                            |
| 2013        | Rapture-Palooza                                | Clark Lewis                                 | Papel de soporte                                                                      |
| 2013 - 2014 | The Coppertop Flop Show                        | Varios / Brent Fontelroy / Rodney Fontelroy | Serie corta                                                                           |
| 2015        | All She Wishes                                 | Drake                                       | Película para televisión de Disney Channel                                            |
| 2015        | I Didn't Do It                                 | Dez                                         | Episodio: "Bite Club" (temporada 2, episodio 18)                                      |
| 2016        | Blackburn                                      |                                             | Película                                                                              |
| 2016        | Bizaardvark                                    | Victor                                      | 2 episodios                                                                           |
| 2017        | Bodied                                         | Adam Merkin                                 |                                                                                       |
| 2019        | The Act                                        | Nick Godejohn                               | Miniserie de Hulu                                                                     |

All she wishes (rol principal)

## Premios y nominaciones
| Año  | Premio             | Categoría | Trabajo nominado    | Resultado |
| ---- | ------------------ | --- | ------------------- | --------- |
| 2004 | Young Artist Award | Mejor actuación en una película para televisión, miniserie o especial Mejor actor joven (junto a Logan Lerman) | A Painted House     | Ganador   |
| 2006 | Young Artist Award | Mejor actuación en un cortometraje Mejor actor joven                                                           | When Jesse Was Born | Nominado  |
| 2008 | Young Artist Award | Mejor actuación en una serie de televisión Actor joven recurrente                                              | Psych               | Nominado  |
| 2010 | Young Artist Award | Mejor actuación en una serie de televisión Joven actor de reparto invitado (14 años)                           | Flashpoint          | Nominado  |
| 2010 | Young Artist Award | Jóvenes intérpretes destacados en una serie de televisión (compartido con Andrew Jenkins y Valentina Barron)   | Stormworld          | Nominado  |
| 2010 | Young Artist Award | Mejor actuación en una serie de televisión (comedia o drama) Mejor actor joven                                 | Stormworld          | Ganador   |
| 2010 | Leo Awards         | Mejor actuación en un programa infantil/juvenil                                                                | Stormworld          | Ganador   |